# Obrium quadrifasciatum
Obrium quadrifasciatum är en skalbaggsart som beskrevs av Dmytro Zajciw 1965. Obrium quadrifasciatum ingår i släktet Obrium och familjen långhorningar. Inga underarter finns listade i Catalogue of Life.